# Najat El Hachmi
Najat El Hachmi, född i Nador i Marocko 2 juli 1979, är en spansk (katalansk) författare av marockanskt (berbiskt) ursprung. Hon vann 2008 års upplaga av Premi Ramon Llull, det största katalanska litterära priset.

## Biografi

### Bakgrund
El Hachmi är född i den nordmarockanska staden Nador. Vid åtta års ålder flyttade hon och resten av familjen till katalanska staden Vic, dit hennes far redan bosatt sig. I Katalonien studerade hon senare arabisk litteratur vid Barcelonas universitet samt berberspråk.

Najat El Hachmi började skriva vid tolv års ålder, först som ett roligt tidsfördriv och senare som ett sätt att uttrycka sina åsikter om saker och ting och visa fram sin egen verklighet, skapad av de (minst) två kulturer som hon tillhör.

### Debut och framträdanden
Hennes första bok Jo també sóc catalana ('Jag är också katalansk/a') kom 2004. Den var rent självbiografisk och tog upp identitetsproblematik och hennes växande känsla av att tillhöra ett nytt land. 2005 deltog hon i ett evenemang sponsrat av det Europeiska Medelhavsinstitutet, tillsammans med antal andra katalanska författare med utländskt ursprung – inklusive Matthew Tree, Salah Jamal, Laila Karrouch och Mohamed Chaib.
I samband med Bokmässan i Frankfurt 2007 – där ett huvudtema var katalansk kultur – reste hon runt Tyskland för att delta i olika konferenser där hon presenterade sitt perspektiv på nutida katalansk litteratur. El Hachmi har även talat i många andra mediesammanhang, inklusive i den katalanska regionradion och i dagstidningen La Vanguardia.

### Senare böcker och manifest
Najat El Hachmis mest välkända bok är L'últim patriarca ('Den siste patriarken'), som 2008 belönades med Premi Ramon Llull och översatts till sju språk.I romanen berättar hon historien om en marockansk invandrare som bosatt sig mitt i Katalonien. Han är en familjepatriark som vet sin makt och från och till agerar despotiskt. Men han blir konfronterad med de nya kulturella värderingar som hans dotter växer upp med, värderingar som står i stark kontrast med den gamla traditionen från hans hemland. 
I början av 2011 publicerade hon La caçadora de cossos ('Kroppsjägaren'), som liksom hennes debutbok berättades i förstapersonsperspektiv. I den här romanen tog hon upp ämnet sexualitet på ett mycket öppet sätt.
Oktober 2012 undertecknade Najat El Hachmi, tillsammans med ett hundratal andra kulturmänniskor, ett manifest för den spanska federalismen och mot Kataloniens eventuella självständighet som egen nation.

## Övrigt
Najat El Hachmi bor idag i Granollers, strax norr om Barcelona.

## Utmärkelser
- 2008 – Premi Ramon Llull för L'últim patriarca

## Källhänvisningar
Den här artikeln är helt eller delvis baserad på material från katalanskspråkiga Wikipedia, 26 juni 2014.
Den här artikeln är helt eller delvis baserad på material från engelskspråkiga Wikipedia, 7 juni 2014.
1. ↑  hämtat från: katalanskspråkiga Wikipedia.[källa från Wikidata]
2. ↑  "Katalonien, litteraturens hem". Arkiverad 6 september 2014 hämtat från the Wayback Machine. Bokmassan.se. Läst 6 september 2014.
3. ↑  "Najat El Hachmi guanya el Premi Ramon Llull de novel·la". Arkiverad 3 februari 2008 hämtat från the Wayback Machine. Vilaweb.cat. Läst 6 september 2014. (katalanska)
4. ↑  ”Presentació de "Jo també sóc catalana" a La Tralla”. Osona.com. Läst 6 september 2014. (katalanska)
5. ↑  Järtelius, Arne (2007-10-24): "Frankfurt: Bokmässan som tidsspegel". NE.se. Läst 6 september 2014.
6. ↑  ”'Esguard', la primera revista en català per a iPad”. Elperiodico.cat, 2012-09-12. Läst 6 september 2014. (katalanska)
7. ↑  Nopca, Jordi (2014-04-20): "Quina literatura catalana es llegeix al món?", Ara, s. 48-49. (katalanska)
8. ↑  "'La caçadora de cossos', nou llibre de Najat El Hachmi ". Emporda.info. Läst 6 september 2014. (katalanska)
9. ↑  "Un centenar de professionals d'esquerres signen pel federalisme i contra la independència". Vilaweb.cat, 2012-10-17.Läst 6 september 2014. (katalanska)